# Alfons I Waleczny
Alfons I Waleczny (ur. ok. 1073, zm. 7 września 1134) – król Aragonii i Nawarry 1104–1134.
Był młodszym synem Sancha V – króla Nawarry i Aragonii (jako Sancho I) i oba królestwa odziedziczył po śmierci swojego starszego brata Piotra I w 1104 r.
Alfons w czasie swojego panowania podbił wiele miast na obszarze doliny Ebro: Egeę, Tudelę (1119), Saragossę (po 7-miesięcznym oblężeniu), Calatayud, Borję, Tarazonę, Darokę oraz Monreal del Campo. Zmarł we wrześniu 1134 po nieudanej bitwie z Maurami podczas oblężenia Fragi.
Ten miłośnik wojowania (brał udział w dwudziestu dziewięciu bitwach przeciwko chrześcijanom lub Maurom), ożenił się 30 czerwca 1109 z Urraką z Kastylii, wdową po Rajmundzie z Burgundii, wyjątkowo rozwiązłą i zapalczywą kobietą. Małżeństwo zostało zaaranżowane przez jej ojca, Alfonsa VI z Kastylii, w 1106, by zjednoczyć dwa kraje chrześcijańskie przeciwko Almorawidom oraz by dostarczyć im zdolnego przywódcę militarnego. Urraca jednak była wyjątkowo upartą królową. Mąż i żona kłócili się bezustannie, nieraz uciekając się do przemocy fizycznej, aż w końcu rozpoczęli ze sobą otwartą wojnę. Będąc znacznie lepszym żołnierzem niż którykolwiek z jego przeciwników, Alfons wygrywał bitwy pod Sepalwedą i Fuente de la Culebra, jednak jego jedynymi godnymi zaufania poplecznikami byli Aragończycy, którzy nie byli dość liczni, by zwyciężyć Kastylię i León. Papież unieważnił jego małżeństwo z Urraką, pod pretekstem kuzynostwa trzeciego stopnia.
Król kłócił się z Kościołem – przede wszystkim z cystersami – prawie tak brutalnie jak ze swoją żoną. Gdy tylko ją zwyciężył, wygnał arcybiskupa Bernarda wraz z mnichami z Sahagun. W końcu Aragończyk został zmuszony do odstąpienia Kastylii i Leonu swojemu pasierbowi Alfonsowi, dziecku Urraki i jej pierwszego męża. Interwencja papieża Kaliksta II pomogła w ustanowieniu porozumienia między imiennikami.
Alfons Waleczny zdobył uznanie i wygrywał swoje najwspanialsze bitwy w środkowym Ebro, gdzie wygnał Maurów z Saragossy; podczas wielkiego rajdu 1125, kiedy to odbijał chrześcijańskich poddanych z Grenady; w południowo-zachodniej Francji, do której miał prawa jako król Nawarry. Trzy lata przed śmiercią ogłosił wolę, na mocy której jego królestwo miało przypaść templariuszom, joannitom i bożogrobcom; jego poddani odmówili jej spełnienia. Był gwałtownym, brutalnym człowiekiem, pobożnym jedynie z pozoru. Odegrał ogromną rolę podczas rekonkwisty.